# Muntingia
- Commons
- Wikispecies

Muntingia L. é um género botânico pertencente à família Muntingiaceae.
Dados Gerais:

A espécie Muntingia calabura L. pertence à família Muntingiaceae, é conhecida vulgarmente como calabura e cereja-das-Antilhas, uma árvore exótica, pioneira de pequeno porte que apresenta rápido crescimento e intensidade de frutificação um ano após o plantio. Originária das Antilhas foi introduzida no Brasil em Junho de 1962 pelo Instituto Agronômico de Campinas (IAC), adaptou-se rapidamente ao nosso clima, e atualmente encontra-se espalhada em todo o território brasileiro.

A árvore é bastante ornamental, proporcionando boa sombra durante o ano todo, sendo bastante cultivada e utilizada em planejamento urbano na decoração de ruas, avenidas e praças no território brasileiro. Pelo seu rápido crescimento e intensidade de frutificação, despertou grande interesse, ao setor de Manejo de Fauna e Áreas Silvestres, como uma espécie de enriquecimento da flora e credenciam a espécie para ser utilizada em futuros programas de reflorestamento.

Os frutos de Muntingia calabura L. quando maduros apresentam coloração rosa-avermelhado com diâmetro médio de 1,40 cm e peso de 1,7504g, contêm muitas sementes pequenas e sabor doce, apreciados pela avifauna (morcegos e pássaros) e outros animais. A planta apresenta frutificação durante todos os meses da estação quente do ano e o período que transcorre entre a antese e o ponto de maturação dos frutos é cerca de 60 dias.

De pedúnculo longo é curvo, o fruto assemelha-se externamente a uma pequena cereja, tanto no formato como na cor avermelhada lustrosa da casca. A polpa com as sementes preenche todo o espaço interno. Nunca se observou a presença de larvas de moscas no fruto, demonstrando a provável imunidade da calabura ao ataque de insetos.

## Espécies
- Muntingia bartramia
- Muntingia calabura
- Muntingia glabra
- Muntingia rosea
- «Lista completa»

## Classificação do gênero
| Sistema | Classificação                      | Referência               |
| ------- | ---------------------------------- | ------------------------ |
| Linné   | Classe Polyandria, ordem Monogynia | Species plantarum (1753) |